# Nils Jonson (militär)
Nils Hjalmar Jonson, född den 10 juli 1898 i Skarstads församling, Skaraborgs län, död den 6 april 1981 i Uppsala, var en svensk militär.
Jonson avlade reservofficersexamen 1919 och officersexamen 1923. Han blev löjtnant vid Norrbottens regemente sistnämnda år. Efter att ha genomgått Krigshögskolan 1927–1929  befordrades Jonson till kapten 1934, vid Norrbottens regemente 1935, till major 1941, till överstelöjtnant 1946 och till överste 1952. Han var  befälhavare i Kiruna-Jokkmokks försvarsområde 1946–1958 och samtidigt chef för Arméns jägarskola 1946–1953. Jonson blev riddare av Svärdsorden 1942 och kommendör av samma orden 1958. Han vilar på Uppsala gamla kyrkogård.